# 아벨 프리에토

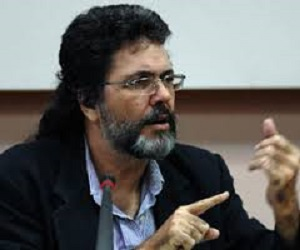
2011년의 아벨 프리에토.

아벨 프리에토(Abel Prieto Jiménez, 1950년 11월 11일 - )는 쿠바의 전 문화부 장관이자 교수, 소설가이다. 2016년부터 2018년까지 문화부 장관을 재직하였다.